# Monsters, Inc.
Monsters, Inc. är en amerikansk animerad film från 2001. En prequel kallad Monsters University släpptes under 2013.

## Handling
Den främsta av alla monster, James P. "Sulley" Sullivan (John Goodman) och hans enögde kompis Michael "Mike" Wazowski (Billy Crystal) jobbar på Monsters, Inc. som är ett företag som skrämmer barn på nätterna och därigenom producerar ström åt monsterstaden Monstropolis. Av misstag släpper Sulley en dag in barnet Bu igenom portalen som leder till Monstropolis, och paradoxalt nog är monsterna livrädda för att vara i närheten av barn. De anser att barn är giftiga.

## Om filmen
Monsters, Inc. är regisserad av Pete Docter, David Silverman och Lee Unkrich. Filmen är gjord av Pixar som tidigare gjort bland annat filmen Toy Story och senare gjorde filmen Hitta Nemo.
Filmen vann en Oscar för bästa originalsång, sången If I Didn't Have You av Randy Newman.
Gary Rydstrom var filmens ljudtekniker.

## Rollista (i urval)
| Roll                             | Originalröst      | Svensk röst       |
| -------------------------------- | ----------------- | ----------------- |
| James P. "Sulley" Sullivan       | John Goodman      | Allan Svensson    |
| Michael "Mike" Wazowski          | Billy Crystal     | Robert Gustafsson |
| Bu (engelska: Boo)               | Mary Gibbs        | Julia Moreau      |
| Randall Boggs                    | Steve Buscemi     | Jan Mybrand       |
| Direktör Henry J. Waternoose III | James Coburn      | Olof Thunberg     |
| Celia Mae                        | Jennifer Tilly    | Vanna Rosenberg   |
| Rosie                            | Bob Peterson      | Inga Ålenius      |
| Yeti                             | John Ratzenberger | Fredde Granberg   |
| Jeff Mögul                       | Frank Oz          | Göran Forsmark    |